# Liczby gnomoniczne
Liczby gnomoniczne – liczby postaci 2n + 1, które dodane do kwadratu liczby n dają kwadrat następnej liczby. 
| n   | 2n + 1 | 2n + 1 + n2 | (n + 1)2 |
| --- | ------ | ----------- | -------- |
| 1   | 3      | 4           | 4        |
| 2   | 5      | 9           | 9        |
| 3   | 7      | 16          | 16       |
| 4   | 9      | 25          | 25       |
| 5   | 11     | 36          | 36       |
| 6   | 13     | 49          | 49       |
| 7   | 15     | 64          | 64       |
| 8   | 17     | 81          | 81       |
| 9   | 19     | 100         | 100      |
| 10  | 21     | 121         | 121      |
| ... | ...    | ...         | ...      |

Przykład:

dla n = 10 liczbą gnomoniczną jest 21, ponieważ 2n + 1 = 2 · 10 + 1 = 21

Sprawdzenie:

2n + 1 + n2 = 2 · 10 + 1 + 102 = 121

(n + 1)2 = (10 + 1)2 = 112 = 121

Otrzymaliśmy więc 2n + 1 + n2 = (n + 1)2